# Amateurrakete
Als Amateurrakete bezeichnet man Raketen im Hobby- oder semiprofessionellem Bereich, die nicht bestimmten Kriterien wie Modellraketen oder High-Power-Raketen unterliegen. Dazu zählen beispielsweise die Verwendung nichtzerbrechlicher, schwerer Bauteile sowie nicht serienmäßig hergestellter und standardisierter Motoren.

## Begriffsdefinition
Der Ausdruck Amateurraketenbau entwickelte sich in den 1950er Jahren in den Vereinigten Staaten, wo im Zuge der Raumfahrteuphorie Jugendliche begannen, eigene Raketen zu entwickeln. Da es dabei immer wieder zu schweren Unfällen kam, wurde als Alternative der sichere Modellraketenbau entwickelt.
Die Spezifikationen für Modellraketen sind im NFPA Code 1122 festgelegt, die für High-Power-Raketen im NFPA Code 1127, welche wiederum Grundlage des Sicherheitskodex für Modell- bzw. High-Power-Raketen sind. Für Amateurraketen gibt es keine diesbezüglichen Regelungen oder einen Kodex, man bezeichnet daher entsprechende nicht-professionelle Raketen, die nicht unter die Begriffe Modell- oder High-Power-Raketen fallen, als Amateurraketen.
Eine Unterform von Amateurraketen sind Experimentalraketen, bei denen alle Bauteile einschließlich des Motors selbstentwickelt und gebaut sind. Bei Amateurraketen ist auch der Einsatz handelsüblicher Motoren möglich.

## Bestimmungen und Sicherheit
Der Bau und Flug von Amateurraketen ist also, anders als bei Modell- und HPR-Raketen, nicht nach einem Kodex genormt und muss mit äußerster Sorgfalt geschehen, um Unfälle zu vermeiden. Die gesetzlichen Bestimmungen müssen beachtet werden, deshalb ist Amateurraketenflug meistens nur mit bestimmten Genehmigungen durch lokal zuständige Behörden möglich.

## Rekorde
Als größte Amateurrakete gilt bisher ein 1:10-Modell der Saturn V mit 8-mal 13 kNs + 77 kNs Antrieb, das 2009 in den USA gestartet wurde und eine Höhe von über 1,3 km erreichte. Sie wog rund 748 kg (1648 pounds).
Die größte europäische Amateurrakete ist die Rakete HEROS 3, die am 8. November 2016 auf der European Space and Sounding Rocket Range auf 32,3 km Höhe geflogen ist. HEROS 3 wurde vom Studententeam Hybrid Engine Development (HyEnD) an der Universität Stuttgart seit 2012 entwickelt und gebaut. HEROS 3 ist eine Hybridrakete, welche mit Lachgas und Paraffin angetrieben wird.